# カップル喫茶

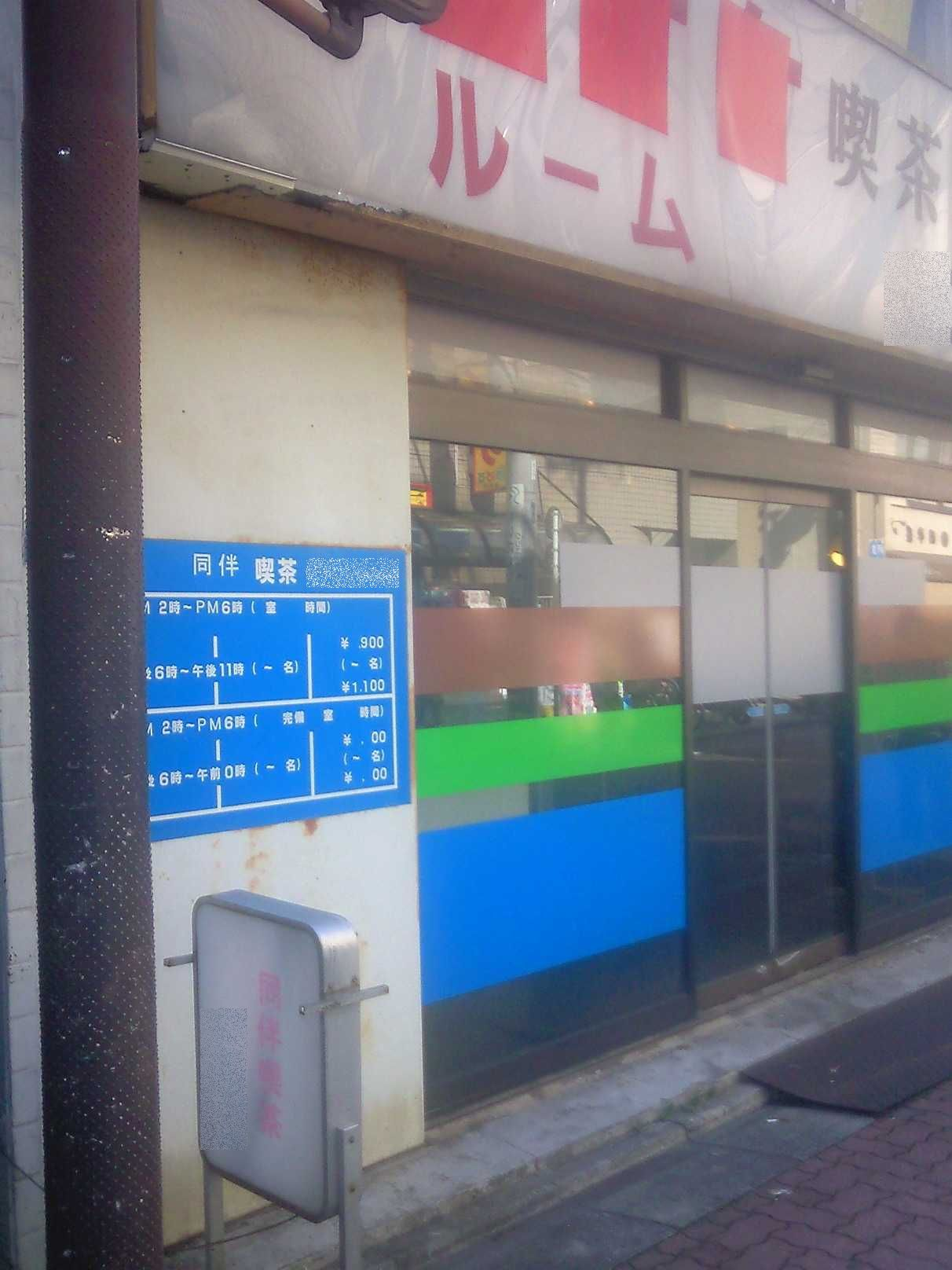
カップル喫茶のイメージ

カップル喫茶（カップルきっさ）とは、男女同伴の条件で入店できる喫茶店（カフェないしクラブを含む）。
ここでは、風俗産業におけるカップル喫茶（略語でC喫茶。かつては同伴喫茶やアベック喫茶、連れ込み喫茶とも言われた）を説明する。

## 歴史
1950年代後半、ジャズ喫茶や名曲喫茶が流行し、同伴席を設け同伴喫茶の原型となった。この時代の同伴喫茶は若者向けの軽音楽やクラシックなどを流し、同伴席は薄暗い店内で背の高いソファーが列車のように同じ方向を向いており個室風に利用できるスペースとなっていた。
1963年頃当時の住宅事情や家庭環境も背景にあり、未成年の若年層が安価で利用できる同伴喫茶や深夜喫茶がピークを迎え、都内だけで2000軒以上存在し青少年犯罪（飲酒、喫煙、不純異性交遊、睡眠薬遊びなどの薬物乱用）の温床として問題となっていて、補導も26万人に上った。
1964年8月1日風俗営業法の改正で深夜喫茶が無くなったが、同伴喫茶として残った店もあった。1990年代になってカップル喫茶が登場する。
1995年カップル喫茶は関西を中心にブームとなり、公然わいせつで取り締まりや検挙が行われるケースもあった。

## 立地
繁華街の立地が多いが、趣味色の強い店はオフィスビルやマンション、一軒家などで目立たないように営業している店もある。

## 一般的なシステム
趣味のサークルとして会員制を採用しているところが多い。入会に際しては紹介や審査が必要な場合もあり、身分証明書の提示と入会金の支払いを求められるケースが一般的である。
日中から営業している店も多い。SM行為自体が禁止されている店もある。
男女カップルの入店が基本であるが、カップルであれば夫婦である必要はない。
条件付で女性が多いグループ（男性1人と女性2人）や単独女性の入店を認めているところもある。
ソフトドリンクはフリードリンクシステムである所が多いが、アルコール類は各店のシステムが違う場合がほとんどである。

## 店内の様子
照明は全体的に暗くなっており、プレイルームでは相手の顔が分かりにくい暗さの店もある。
必ずしも飲食を目的としているわけではないカップル喫茶はその構造もさまざまである。シャワーを設置している店もある。喫茶店を模した構造の店もあればマンションの1室の片隅にドリンク提供のカウンターを設けてドリンクスペースを用意し、残りをプレイルームにあてているところもある。
プレイスペースはベッドを設置していたり、床に合皮製のマットを敷き詰めている場合が多い。プレイスペースでの飲食・喫煙や雑談は制限されている。
相互鑑賞向けになっている店では、個室形式であったりするが、隣の個室ののぞき穴や窓がある店もある。
ハプニングバーと比較するとSM色が弱いまたは全くない店が多い。
カップル同士は挨拶代わりにフェラチオなどの性行為をする。

## 概要・目的
露出症や窃視症を好み、他人の秘め事に興味があるカップル向けの施設。夫婦交際や夫婦交換目的で訪れる本物の夫婦も存在する。
店内では主に自分のパートナーとの性行為を行うが、ドリンクスペースでの他のカップルとの談笑、他のカップルと合意をすれば、間近で相互鑑賞しあったり、3Pやスワッピングを行うことも可能である。交流の程度はカップル同士の意志が優先され、合意に至らなければ拒否をすることも出来る。
単独入店の男性（または女性）はカップルの合意の上で行為を観賞出来るが、カップルから呼ばれたら3P行為に参加することも可能である。
タッチのみに留まることをソフトスワップ、性行為に及ぶことをフルスワップと呼ばれている。

## 一般的なカップル喫茶のルール
- 同伴嬢すなわちデリヘルやデートクラブなどの風俗店からの派遣女性との入店を禁止。
- プレイルーム内で他のカップルの合意なき男性のみの単独行動は禁止。（カップルで入店でも）
- 店内でのプライベートなことに関しての他言・公表の禁止。
- プライバシー保護のため、許可無き撮影や録音などの禁止。
- プレイルームでの携帯電話の使用は厳禁。持ち込みを禁止している店もある。
- 他の来店者と性行為を行う場合、コンドームの着用を義務とする。
- 店内着が用意されている所は出来るだけ店内着に着替える。
- プレイルームに入室するときはシャワーを浴び、店内着などに着替え、来店時の服装で動き回り雰囲気を壊さない。
- 女性の意志を最優先とし、行動には合意が必要である。
- 他パートナー女性へのナンパ行為、連絡先を聞き出すことも厳禁。
- 潮吹きなどをさせる場合、他の利用者へ迷惑がかからないようにバスタオルを敷いたりの配慮が必要。
- タオルに大小がある場合は、大バスタオルが女性用、小スポーツタオルが男性用となる。室内着が無い場合はタオルを巻いて過ごす場合もある。

## 店内での設備や備品など
シャワー、ボディーソープ、タオル、リステリン、店内着、コスプレ、コンドーム、アダルトグッズなど。
ハプニングバーと比べて、アメニティー類が弱い店が多く、タオル、ボディーソープとリステリンのみが設置してある場合が多い。イソジンうがい薬や歯ブラシ、潤滑ゼリーなどの準備は少ない。
店内着もガウンがある店と、全くない店がある。全くない店では女性は持ち込みでキャミソールやベビードールなどを持ち込んで着用している場合も多い。男性はTシャツと下着のみの場合も多い。

## その他
- 他の来店者と性行為を行う場合、最近はオーラルセックスなどでの接触感染率も増加しているので性感染症への十分な知識と衛生管理がパートナー共に必要である。
- 初期のカップル喫茶はシャワーが無い店が多く、古くから親しむ人達の中でスワッピング後にそのまま次のスワッピングをこなし、毎回シャワーを浴びなくても気にならないグループがいるので、性感染症の観点からは接触には十分注意されたい。
- ハプニングバーと併設されているカップル喫茶では、ハプニングバーで単独異性同士で成立した即席カップルでカップル喫茶部に入店できるシステムの店もあり、他のカップルと交流を持つ場合はシステムを把握し、パートナーへ不利益にならないよう配慮が必要である。
- カップル同士でグループセックスを行う場合、パートナーと共に参加することがマナーであり、交換（スワッピング）や交流に応じることが出来ないパートナーと一緒の場合は相互鑑賞のみとなる。
- 中高年のカップルを対象とした店舗もある。

## 同様の業態
単独で常に入店可能な同様の業態として、ハプニングバーと呼ばれるものもある。
また、レズビアン向けのカップル喫茶もあり、女性同性カップルと単独女性と男女カップルでの入店が許可されている。
決まった場所や店舗を持たず、ホテルや温泉などで不定期に開催する趣味イベント的な店やパーティーも存在する。ただしこれらの中には週に複数日開催し、開催頻度が多すぎる風俗店に近い状態の営利団体や、風俗嬢を雇ってサークル団体を偽装している風俗店も多数存在するので注意が必要である。